# Superliga APF de Fútbol Playa
La Superliga APF de Fútbol Playa es un torneo nacional de clubes de fútbol playa organizado por la Asociación Paraguaya de Fútbol (APF). El equipo campeón de cada temporada representa a Paraguay en la Copa Libertadores de Fútbol Playa.

## Equipos participantes
En la temporada 2024, quinta edición de este torneo, participaron un total de 10 equipos, todos ellos del Gran Asunción.
| Club                 | Ciudad      |
| -------------------- | ----------- |
| 13 de Junio          | Areguá      |
| 24 de Setiembre      | Areguá      |
| Atlético San Miguel  | Areguá      |
| Garden Club          | Luque       |
| General Caballero CG | Luque       |
| Libertad             | Asunción    |
| San Antonio          | San Antonio |
| Silvio Pettirossi    | Asunción    |
| Sportivo Ameliano    | Asunción    |
| Sportivo Luqueño     | Luque       |

## Campeones

### Títulos por año
| Superliga APF de Fútbol Playa |         |                                                                |                                                                |                                                                |
| Año                           | Edición | Campeón                                                        | Resultado                                                      | Subcampeón                                                     |
| 2019                          | I       | San Bernardino                                                 | 6-4                                                            | Areguá                                                         |
| 2020                          | II      | Suspendida en la 5.ª etapa a causa de la pandemia de COVID-19. | Suspendida en la 5.ª etapa a causa de la pandemia de COVID-19. | Suspendida en la 5.ª etapa a causa de la pandemia de COVID-19. |
| 2022                          | III     | Presidente Hayes                                               | 6-4                                                            | Cerro Porteño                                                  |
| 2023A                         | IV      | Libertad                                                       | 6-5                                                            | San Bernardino                                                 |
| 2023C                         | V       | Libertad                                                       | 5-4                                                            | San Antonio                                                    |
| 2024A                         | VI      | Libertad                                                       | 4-1                                                            | San Antonio                                                    |
| 2024C                         | VII     | Sportivo Luqueño                                               | 6-3                                                            | 13 de Junio                                                    |

### Títulos por equipo
| Equipo           | Campeón | Subcampeón | Años campeón        | Años subcampeón |
| ---------------- | ------- | ---------- | ------------------- | --------------- |
| Libertad         | 3       | 0          | 2023A, 2023C, 2024A |                 |
| San Bernardino   | 1       | 1          | 2019                | 2023A           |
| Presidente Hayes | 1       | 0          | 2022                |                 |
| Sportivo Luqueño | 1       | 0          | 2024C               |                 |
| San Antonio      | 0       | 2          |                     | 2023C, 2024A    |
| Cerro Porteño    | 0       | 1          |                     | 2022            |
| Areguá           | 0       | 1          |                     | 2019            |
| 13 de Junio      | 0       | 1          |                     | 2024C           |